# Julija Mordovec
Julija Mordovec (in ucraino Юлія Мордовец?, tr. en. Jules Mordovets; 1º gennaio 1988) è una modella ucraina.

## Carriera
Nel 2006 firma con la DNA Model Management di New York e la Why Not Model Agency di Milano. Nel mese di agosto appare in un editoriale di Teen Vogue e due mesi più tardi sulla copertina della edizione russa de L'Officiel.
All'inizio del 2007 sfila per la collezione primaverile di Bill Blass. Appare nel catalogo Nordstrom e a luglio sfila per Badgley Mischka e Nicole Miller negli show di New York. Compare negli editoriali di Elle (Italia), Glamour (Germania), Madame e Amica.
Nello stesso anno lascia la DNA per firmare con una delle più importanti agenzie di moda, la IMG Models.
Nel gennaio 2008 Hintmag.com la classifica come stella nascente nel panorama della moda. A febbraio sfila per Comme des Garçons e Chanel a Parigi e qualche mese più tardi per Valentino e Givenchy. Nello stesso anno Laura Sciacovelli la fotografa per il numero autunnale di Lula. A settembre appare in un editoriale di L'Officiel francese, fotografata da Takay. Firma un contratto per la campagna pubblicitaria di D&G, per la quale viene fotografata da Mario Testino.
Nel 2009 sfila per Christian Dior, Givenchy, Elie Saab, Marchesa, Rodarte, Giorgio Armani, Chanel e Yves Saint Laurent negli show di New York, Parigi e Milano.
Ad agosto appare in un editoriale di Flair (Italia), fotografata da Benjamin Lennox.

## Agenzie
- DNA Model Management
- Viva Models - Parigi
- Why Not Model Agency - Milano
- IMG Models - New York